# Liste der Stolpersteine in Doesburg
Die Liste der Stolpersteine in Doesburg umfasst die Stolpersteine, die vom deutschen Künstler Gunter Demnig in Doesburg in der niederländischen Provinz Gelderland verlegt wurden. Stolpersteine sind Opfern des Nationalsozialismus gewidmet, all jenen, die vom NS-Regime drangsaliert, deportiert, ermordet, in die Emigration oder in den Suizid getrieben wurden. Demnig verlegt für jedes Opfer einen eigenen Stein, im Regelfall vor dem letzten selbst gewählten Wohnsitz.
Die ersten, bislang einzigen Verlegungen in dieser Kommune fanden im Mai 2009 statt.

## Verlegte Stolpersteine
In Doesburg wurden zehn Stolpersteine an sechs Adressen verlegt.
| Stolperstein | Übersetzung                                                                            | Verlegort      | Name, Leben                        |
| ------------ | -------------------------------------------------------------------------------------- | -------------- | ---------------------------------- |
|              | HIER WOHNTE JOHANNA KATZ GEBOREN 1925 DEPORTIERT ERMORDET 1942 IN AUSCHWITZ            | Bergstraat 51  | Johanna Katz (1925–1942)           |
|              | HIER WOHNTE MOZES KATZ GEBOREN 1874 DEPORTIERT ERMORDET 1942 IN AUSCHWITZ              | Bergstraat 51  | Mozes Katz (1874–1942)             |
|              | HIER WOHNTE SIJBILLA KATZ- VAN DIJK GEBOREN 1883 DEPORTIERT ERMORDET 1942 IN AUSCHWITZ | Bergstraat 51  | Sijbilla Katz-van Dijk (1883–1942) |
|              | HIER WOHNTE MEIER LEBENSBAUM GEBOREN 1886 DEPORTIERT ERMORDET 1942 IN AUSCHWITZ        | Kloostertuin   | Meier Lebensbaum (1886–1942)       |
|              | HIER WOHNTE HELENA LEVIE- MEIJERS GEBOREN 1875 DEPORTIERT ERMORDET 1943 IN SOBIBOR     | Kraakselaan 62 | Helena Levie-Meijers (1875–1943)   |
|              | HIER WOHNTE MANUS LEVIE GEBOREN 1879 DEPORTIERT ERMORDET 1943 IN SOBIBOR               | Kraakselaan 62 | Manus Levie (1879–1943)            |
|              | HIER WOHNTE ABRAHAM MEIJERS GEBOREN 1885 DEPORTIERT ERMORDET 1941 IN MAUTHAUSEN        | Roggestraat 12 | Abraham Meijers (1885–1941)        |
|              | HIER WOHNTE JACOB MEIJERS GEBOREN 1888 DEPORTIERT ERMORDET 1941 IN MAUTHAUSEN          | Bergstraat 46  | Jacob Meijers (1888–1941)          |
|              | HIER WOHNTE JOHANNA MEIJERS- WALG GEBOREN 1888 DEPORTIERT ERMORDET 1943 IN SOBIBOR     | Roggestraat 12 | Johanna Meijers-Walg (1888–1943)   |
|              | HIER WOHNTE ROSETTE WALG GEBOREN 1882 DEPORTIERT ERMORDET 1943 IN SOBIBOR              | Bresstraat 28  | Rosette Walg (1882–1943)           |

## Verlegedatum
- Mai 2009[7]